# João Harington, 1.º Barão Harington
João Harington, 1.º Barão Harington (1281–1347) de Aldingham em Furness, Lancashire, foi um nobre inglês, criado Barão Harington por ordem de intimação ao Parlamento datado de 1326.

## Origens
João Harington (apelidado de Haverington) nasceu em 1281 em Farleton, Melling, filho de Sir Robert de Haverington (falecido em 1297), de Harrington em Cumbria, com sua mulher Inês de Cansfield (falecida em 1297), herdeira de Aldingham  em Furness, Lancashire. Agnes era filha e herdeira de Richard de Cansfield com sua mulher Aline de Furness (aliás de Fleming), herdeira de Muchland (aliás Michelland) em Furness, ou seja, uma metade do feudo de Furness que tinha seu caput em Aldingham. Muchland foi conquistado pelo abade da abadia de Furness, que detinha a outra metade de Furness do Conde de Lancaster.